# Andrey Santos
Andrey Nascimento dos Santos, noto semplicemente come Andrey Santos (Rio de Janeiro, 3 maggio 2004) è un calciatore brasiliano, centrocampista del Chelsea e della nazionale brasiliana.

## Caratteristiche tecniche
Centrocampista duttile che rende al meglio come mezzala dove può inserirsi in attacco, giocatore che vede la porta e dotato di una buona tecnica.

## Carriera

### Club

#### Vasco da Gama
Il 6 marzo 2021, all'età di 16 anni ha debuttato fra i professionisti con il Vasco da Gama nel secondo tempo della trasferta persa 1-0 contro il Volta Redonda nel Campionato Carioca. Il 28 novembre 2021 ha debuttato in campionato nella sconfitta per 3-0 in Série B in casa del Londrina. Nella stagione seguente l'allenatore  Zé Ricardo lo ha inserito in pianta stabile fra i titolari. È diventato il marcatore più giovane nella storia del club il 7 giugno 2022, segnando nella vittoria per 3-2 in Série B in casa del Náutico.

#### Chelsea e vari prestiti
Il 6 gennaio 2023, il Vasco da Gama ha annunciato la cessione del giocatore al Chelsea. Pochi mesi più tardi ha fatto ritorno al Vasco in prestito.
Il 15 giugno 2023 è stato annunciato che il giocatore sarebbe tornato a disposizione del Chelsea a partire dal 30 giugno.
Dopo aver svolto la preparazione estiva ed iniziato la stagione con il club londinese, il 25 agosto 2023 passa in prestito al Nottingham Forest. Fa il proprio debutto in maglia Reds il 29 ottobre seguente nella sconfitta esterna contro il Liverpool. Il 3 gennaio 2024, dopo avere trovato poco spazio a Nottingham, viene richiamato dai blues.
Nel mercato di gennaio passa in prestito secco allo Strasburgo, in Francia. Fa il proprio debutto con la compagine alsaziana il 18 febbraio seguente, in una sconfitta casalinga contro il Lorient. Il 13 maggio diviene decisivo per la vittoria della propria squadra in una gara contro il Metz. Terminato il prestito, torna a Londra ma il 2 agosto 2024 fa ritorno ai francesi, per un nuovo prestito, questa volta annuale.

### Nazionale

#### Nazionali giovanili
Nel dicembre del 2022, è stato incluso dal selezionatore Ramon Menezes nella lista dei convocati della nazionale Under-20 partecipante al Campionato sudamericano di calcio Under-20 2023 in Colombia, raggiungendo la vittoria finale.
Il 28 aprile 2023 viene convocato per il Mondiale di categoria in Argentina.

#### Nazionale maggiore
Il 3 marzo 2023 viene convocato per la prima volta dalla nazionale maggiore, con cui esordisce 22 giorni dopo nell'amichevole persa 2-1 contro il Marocco.

## Statistiche

### Presenze e reti nei club
Statistiche aggiornate all'8 luglio 2025.
| Stagione             | Squadra              | Campionato           | Campionato | Campionato | Coppe nazionali | Coppe nazionali | Coppe nazionali | Coppe continentali | Coppe continentali | Coppe continentali | Altre coppe | Altre coppe | Altre coppe | Totale | Totale | Totale |
| Stagione             | Squadra              | Comp                 | Pres       | Reti       | Comp            | Pres            | Reti            | Comp               | Pres               | Reti               | Comp        | Pres        | Reti        | Pres   | Reti   |        |
| -------------------- | -------------------- | -------------------- | ---------- | ---------- | --------------- | --------------- | --------------- | ------------------ | ------------------ | ------------------ | ----------- | ----------- | ----------- | ------ | ------ | ------ |
| 2021                 | Vasco da Gama        | A/RJ+B               | 1+1        | 0+0        | CB              | 0               | 0               | -                  | -                  | -                  | -           | -           | -           | 2      | 0      |        |
| 2022                 | Vasco da Gama        | A/RJ+B               | 2+33       | 0+8        | CB              | 1               | 0               | -                  | -                  | -                  | -           | -           | -           | 36     | 8      |        |
| gen.-giu. 2023       | Vasco da Gama        | A/RJ+A               | 4+6        | 0+1        | CB              | 1               | 0               | -                  | -                  | -                  | -           | -           | -           | 11     | 1      |        |
| Totale Vasco da Gama | Totale Vasco da Gama | Totale Vasco da Gama | 47         | 9          |                 | 2               | 0               |                    | -                  | -                  |             | -           | -           | 49     | 9      |        |
| 2023-gen. 2024       | Nottingham Forest    | PL                   | 1          | 0          | FACup+CdL       | 0+1             | 0               | -                  | -                  | -                  | -           | -           | -           | 2      | 0      |        |
| feb.-giu. 2024       | Strasburgo           | L1                   | 11         | 1          | CF              | 0               | 0               | -                  | -                  | -                  | -           | -           | -           | 11     | 1      |        |
| 2024-2025            | Strasburgo           | L1                   | 32         | 10         | CF              | 2               | 1               | -                  | -                  | -                  | -           | -           | -           | 34     | 11     |        |
| Totale Strasburgo    | Totale Strasburgo    | Totale Strasburgo    | 43         | 11         |                 | 2               | 1               |                    | -                  | -                  |             | -           | -           | 45     | 12     |        |
| giu.-lug. 2025       | Chelsea              | PL                   | -          | -          | FACup+CdL       | -               | -               | UECL               | -                  | -                  | Cmc         | 3           | 0           | 3      | 0      |        |
| Totale carriera      | Totale carriera      | Totale carriera      | 91         | 20         |                 | 5               | 1               |                    | -                  | -                  |             | 3           | 0           | 99     | 21     |        |

### Cronologia presenze e reti in nazionale
| Cronologia completa delle presenze e delle reti in nazionale ― Brasile | Cronologia completa delle presenze e delle reti in nazionale ― Brasile | Cronologia completa delle presenze e delle reti in nazionale ― Brasile | Cronologia completa delle presenze e delle reti in nazionale ― Brasile | Cronologia completa delle presenze e delle reti in nazionale ― Brasile | Cronologia completa delle presenze e delle reti in nazionale ― Brasile | Cronologia completa delle presenze e delle reti in nazionale ― Brasile | Cronologia completa delle presenze e delle reti in nazionale ― Brasile |
| Data                                                                   | Città                                                                  | In casa                                                                | Risultato                                                              | Ospiti                                                                 | Competizione                                                           | Reti                                                                   | Note                                                                   |
| ---------------------------------------------------------------------- | ---------------------------------------------------------------------- | ---------------------------------------------------------------------- | ---------------------------------------------------------------------- | ---------------------------------------------------------------------- | ---------------------------------------------------------------------- | ---------------------------------------------------------------------- | ---------------------------------------------------------------------- |
| 24-5-2023                                                              | Tangeri                                                                | Marocco                                                                | 2 – 1                                                                  | Brasile                                                                | Amichevole                                                             | -                                                                      | 65’                                                                    |
| 5-6-2025                                                               | Guayaquil                                                              | Ecuador                                                                | 0 – 0                                                                  | Brasile                                                                | Amichevole                                                             | -                                                                      | 78’                                                                    |
| Totale                                                                 |                                                                        | Presenze                                                               | 2                                                                      |                                                                        | Reti                                                                   | 0                                                                      |                                                                        |

## Palmarès

### Club
- Coppa del mondo per club: 1

Chelsea: 2025

### Nazionale
- Campionato sudamericano Under-20: 1

Colombia 2023

### Individuale
- Capocannoniere del Campionato sudamericano Under-20: 1

Colombia 2023 (6 gol, a pari merito con Vitor Roque)